# Печёночница обыкновенная
Это статья о виде грибов Fistulina hepatica. Если Вы ищете статью о виде растений Hepatica nobilis, который также называют печёночницей обыкновенной, см. Печёночница благородная.
Печёночница обыкнове́нная, печёночный гриб (лат. Fistulina hepatica) — гриб-трутовик семейства фистулиновые (Fistulinaceae). 
Научные синонимы
- Boletus hepaticus Schaeff. 1774 basionym
- Fistulina buglossoides Bull. 1790
- Boletus hepaticus Schaeff. 1774
- Hypodrys hepaticus (Schaeff.) Pers. 1825 и др.

Русские синонимы:
- Печёночник обыкнове́нный
- Печёночный гриб
- Тёщин язык

## Описание
Плодовое тело размером 10—30 см, толщиной до 6 см, очень мясистое и плотное, сидячее или с короткой толстой боковой ножкой, иногда погружённой в субстрат. На ранней стадии развития плодовое тело представляет собой клубневидный вырост размером до 5 см, затем вытягивается, молодые грибы по форме, структуре и окраске поверхности напоминают бычий язык, края их тупые, позже становятся более широкими, до почковидных, край заостряется. Кожица влажная, красных или коричневых оттенков, шершавая, с возрастом становится студенистой.
Мякоть плотно-мясистая, радиально-волокнистая, очень сочная, мясо-красного цвета с беловатыми прожилками, напоминает свежее мясо или печень. Запах слабый, фруктовый, вкус кислый, иногда горьковатый.
Гименофор этого гриба имеет уникальное строение: состоит из отдельных трубочек, не сросшихся стенками и легко разделимых. На ранних стадиях трубочки неразличимы простым глазом, позже толщина их слоя достигает 1—1,5 см, на 1 мм поверхности приходится 2—3 поры. Пористая поверхность влажная, часто с капельками красноватой жидкости, соломенно-жёлтая или розовая, при надавливании и с возрастом становится буро-красной.
Споровый порошок розовый или красно-коричневый, по другим данным — белый, споры 4,5×5 мкм, почти округлые.

### Изменчивость
Цвет шляпки варьирует от светло-красного до печёночно-красного или оранжевого.

## Экологияи распространение
Паразит и разрушитель древесины, поселяется на старых живых деревьях дуба и каштана и на их пнях, реже на других лиственных породах. Вызывает бурую гниль сердцевины. Плодовые тела однолетние, вырастают обычно возле корней или в нижней части ствола, одиночно или небольшими группами, часто появляются после дождей. Распространён в северной умеренной зоне.
Сезон конец лета — осень.

## Пищевые качества
Хороший съедобный гриб с нежным вкусом, и сильным кисловатым привкусом. В пищу лучше употреблять, пока гриб ещё молод. Его можно жарить на сковороде или на решётке как барбекю, добавлять в салаты с зеленью и оливковым маслом.
Печёночница богата витамином C: в 100 г её мякоти содержится дневная норма потребления для взрослого человека.

## В фольклоре
Существовало поверье, что плодовые тела печеночницы — это языки рыцарей, на которых было наложено заклятие. Считалось, что на грибника, срезавшего «язык», нападал его хозяин и забирал гриб силой.